# Арзуманян, Григорий Агафонович
Григорий (Григор) Агафонович Арзуманян (22 апреля 1919 год —  28 ноября 1976) — советский и армянский инженер и политик, председатель Совета Министров Армянской ССР в 1972—1976 годы.
Родился 22 апреля 1919 года в селе Каварт (ныне в составе города Капан, Республики Армения).
В 1941 окончил Ереванский политехнический институт по специальности строительство мостов и дорог, затем призван в Красную Армию, слушатель Ленинградской военно-транспортной академии, представитель Народного Комиссариата Обороны СССР на раннем этапе донецкой автомобильно-дорожной эвакуации.
С 1944 в ВКП(б), в 1946 — начальник группы Главного Управления автомобильных дорог при Совете Министров Армянской ССР, с 1948 — преподаватель факультета транспорта ЦК Коммунистической Партии (большевиков) Армении, в 1952—1953 гг. — начальник промышленно-транспортного отдела Ереванского комитета КП(б)А, в 1953—1954 гг. — начальник Главного Управления автомобильных дорог Армянской ССР, с 1954 года — заместитель министра автомобильного транспорта и дорог Армянской ССР, в 1954—1955 — 2-й секретарь Ленинского райкома ЕО КПА, в 1955—1959 гг. — 2-й секретарь Ереванского горкома КПА, в 1959—1965 гг. — инструктор Отдела партийных органов ЦК КПСС, с 1965 года — секретарь ЦК КПА.
С 21 ноября 1972 года и до смерти — Председатель Совета Министров Армянской ССР.
Депутат Совета Национальностей Верховного Совета СССР 7 созыва (1966—1970). Депутат Совета Союза Верховного Совета СССР 9 созыва (1974-1976) от Севанского избирательного округа № 756.
С марта 1976 года член Центральной Ревизионной Комиссии КПСС.
Награждён Орденом Октябрьской Революции и Орденом Трудового Красного Знамени, медалям, в т.ч. «За оборону Кавказа» (05.11.1944).